# Ineke Sluiter
Ineke Sluiter (Amsterdam, 13 november 1959) is hoogleraar Griekse literatuur en letterkunde aan de Universiteit Leiden. Van 2020 tot 2022 was ze president van de Koninklijke Nederlandse Akademie van Wetenschappen (KNAW).

## Carrière
Sluiter studeerde van 1976 tot 1984 klassieke talen aan de Vrije Universiteit Amsterdam met daarop volgend een promotietraject. Sluiter promoveerde in 1990 cum laude aan de Vrije Universiteit Amsterdam op het proefschrift Ancient grammar in context. Contributions to the study of ancient linguistic thought. In 1998 werd Sluiter hoogleraar in Leiden. Sinds 2000 is ze daarnaast wetenschappelijk directeur van OIKOS, de Nederlandse nationale onderzoeksschool voor de klassieke talen. Sluiter specialiseerde zich in de relevantie van de klassieke talen in het huidige tijdgewricht. In 2010 won zij een Spinozapremie en in 2016 werd ze benoemd tot academiehoogleraar. In 2017 verkreeg ze de 'Zwaartekrachtsubsidie' voor onderzoek naar het verankeren van innovatie in de oudheid.
In 2002 publiceerde ze Hoogmoed en ironie. Couperus' Xerxes, over een roman van de Nederlandse schrijver Louis Couperus (1863-1923) in de serie Couperus Cahiers.
Samen met drie andere vooraanstaande vrouwelijke hoogleraren, Naomi Ellemers, Judi Mesman en Eveline Crone, zette ze in 2005 Athena's Angels op, een organisatie die zich inzet voor de belangen van vrouwen in de wetenschap.
Ze won in 2010 een Spinozapremie van de Nederlandse Organisatie voor Wetenschappelijk Onderzoek (NWO) en in 2016 de Prijs Akademiehoogleraren van de Koninklijke Nederlandse Akademie van Wetenschappen (KNAW). In 2017 werd aan haar de 'Zwaartekrachtsubsidie' van NWO toegekend voor onderzoek naar de verschillende vormen van technische en maatschappelijke ontwikkeling in de klassieke oudheid.
Op 18 februari 2020 ontving ze een eredoctoraat van de Universiteit van Bristol.
Ze is lid van de Academia Europaea. Van 2018 tot 2020 was ze vicepresident en vervolgens van 1 juni 2020 tot 1 juni 2022 president van de Koninklijke Nederlandse Akademie van Wetenschappen (KNAW). Ze werd opgevolgd door Marileen Dogterom.
In mei 2024 kwam onder redactie van Sluiter, Lucien van Beek, Ton Kessels en Albert Rijksbaron een geheel nieuw woordenboek Grieks/Nederlands uit, waarbij gewerkt was aan een helderder indeling en opbouw van de lemma’s, moderne inzichten over partikels en aspect, en vooral vertalingen in meer eigentijds Nederlands. Het boek is in open access door iedereen online te raadplegen.

## Privé
De ouders van Sluiter zijn een vertegenwoordiger en een directrice van een verzorgingsinstelling. Ze was een snelle leerling, die klassen versneld doorliep. Haar zus Judith Karin Sluiter (1962-2018) was eveneens hoogleraar (Medische selectie en begeleiding aan de Universiteit van Amsterdam) en fysiotherapeut in het Academisch Medisch Centrum. Een andere zus kwam in 1992 door een verkeersongeval om het leven, en een vierde dochter uit het gezin overleed in 1965 na zes maanden.